# Xinhua Nongchang, Huazhou
Xinhua Nongchang (kinesiska: 新华农场) är en administrativ enhet på sockennivå i sydöstra Kina. Den ligger i Huazhou i staden Maoming i provinsen Guangdong, omkring 335 kilometer sydväst om provinshuvudstaden Guangzhou. Antalet invånare är 1 789. Befolkningen består av 882 kvinnor och 907 män. Barn under 15 år utgör 25,0 %, vuxna 15-64 år 59 %, och äldre över 65 år 14,0 %. Enheten administrerar ett jordbruk.